# Тель-Кабри

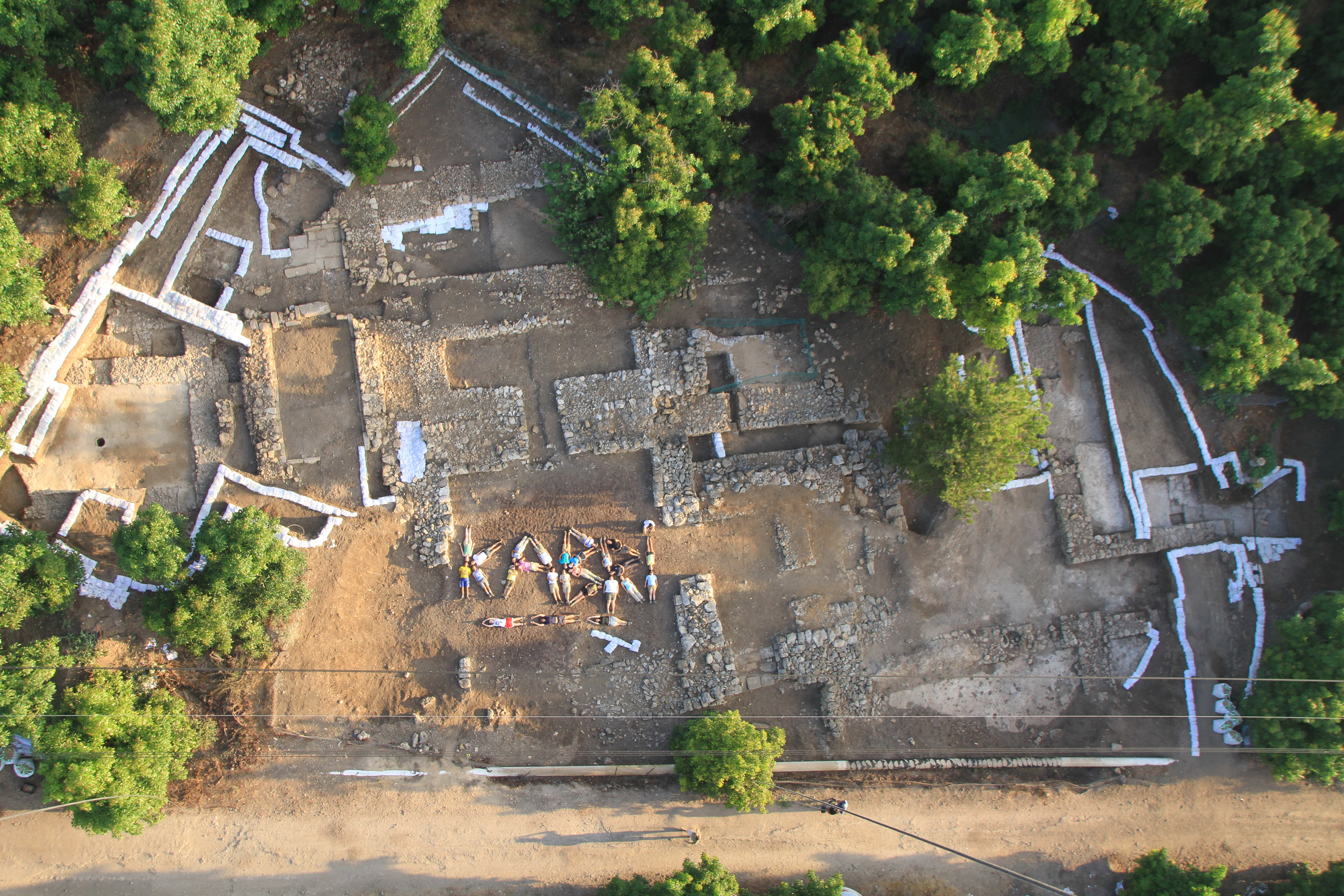
Церемониальный зал дворцового комплекса Тель Кабри. Август 2013 г.

Тель Кабри (ивр.  תל כברי ‎) — археологический памятник в Израиле на территории киббуца Кабри близ города Нахария.
Характерной особенностью Тель-Кабри является наличие фресок в минойском стиле, что уникально для Израиля (вторым крупным местонахождением минойского искусства за пределами Крита является Аварис в Египте).
Территория Кабри была впервые заселена около 16 тыс. лет назад в эпоху эпипалеолита. Постоянные сооружения появились в эпоху докерамического неолита около 10000 г. до н. э.
В более поздних слоях телля обнаружены руины ханаанского (финикийского) города среднего бронзового века (2000—1550 гг. до н. э.). Это был важнейший из городов того периода в Западной Галилее. В центре города располагался дворец. Тель-Кабри — единственный полностью раскопанный финикийский город благодаря тому, что поверх его руин новые города не сооружались.
Дворец, занимающий территорию в 1,5 акра, также является единственным полностью раскопанным финикийским дворцом того времени. Город представляет собой полную картину политической и общественной жизни ханаанского периода; в частности, по нему можно судить о наличии центральной администрации, сборе налогов и типе сельского хозяйства.
Раскопки в Тель-Кабри начались в 1986 г. под руководством Аарона Кемпински, однако были прерваны в 1993 г. С 2005 г. они возобновились под совместным руководством Асафа Ясур-Ландау из Института морских исследований имени Леона Реканати при Хайфском университете и Эрика Клайна из Университета Джорджа Вашингтона. Летом 2009 г. здесь были найдены эгейские фрески.